# Сава
Сава је река у средњој и југоисточној Европи, десна притока Дунава. Тече кроз Словенију, Хрватску, дуж сјеверне границе Босне и Херцеговине и кроз Србију, уљевајући се у Дунав у Београду. Средњи дио тока је природна граница између Хрватске и Босне и Херцеговине. Сава чини сјеверну границу Балканског полуострва и јужни обод Панонске низије.
Сава је дуга 990 км, укључујући и 45 км дугу ријеку Саву Долинку, која извире у Зелници у Словенији. Највећа је притока Дунава по запремини воде и друга, послије Тисе, у смислу сливног подручја (97.712 km²) и дужине. Сава одводи значајан дио вода са подручја Динарских Алпа, кроз главне притоке Дрину, Босну, Купу, Уну, Врбас, Лоњу, Колубару, Босут и Крку. Сава је једна од најдужих ријека у Европи и једна од малобројних европских ријека те дужине које се не уливају непосредно у море.
Процјењује се да у басену Саве живи око 8.176.000 становника, а ријека спаја и три главна града — Љубљану, Загреб и Београд . Сава је пловна за веће бродове од ушћа Крупе у Сиску, што отприлике чини 2⁄3 њене дужине пловним.

## Извор
Ријека Сава настаје спајањем Саве Долинке и Саве Бохињке у сјевернозападној Словенији. Подручје на коме настаје ријека, обухвата неколико притока, укључујући 52 км дугу Сору, 27 км дугу Тржичко Бистрицу и 17 км дугу Радовну — које се уљевају у Саву у ушћу које се налази на истоку низводно код Медводе.
Сава Долинка извире у Зелници код Крањске горе у Словенији, у долини која раздваја Јулијске Алпе од планинског вијенца Караванке. Извор се налази у близини словеначко-италијанске границе на 833 м надморске висине, у вододјелници између јадранског и дунавског басена. Извор Саве Долинке настаје од подземних вода које вјероватно настају бифуркацијом извора крашког издана у савски и сочански басен. Надижа, поток који понире у близини, извор је вода у Зелници. Сава Долинка се сматра почетком Саве и њен ток је дуг 45 км.
Сава Бохињка настаје у Рибчевом Лазу, на ушћу са кратким водотоком Језерницом, који излази из Бохињског језера и ријеке Мостнице. Према појединим изворима, Језерница се дефинише као дио Саве Бохињке, наводећи да Бохињка излази непосредно из језера, док према другим изворима укључује Савицу.

## Ток
После састава код Радовљице река Сава тече ка југоистоку поред Крања и Љубљане, остављајући их на западу. Ту река прави велике Љубљанско поље, „жилу-куцавицу“ Словеније. Од Љубљане Сава мења правац тока ка истоку и протиче кроз низ клисура. Код Зиданог Моста, где се у њу улива Савиња, река мења ток ка југоистоку. Потом река протиче кроз Кршко и Брежице у оквиру питоме Долењске.
Од ушћа реке Сутле Сава улази у Хрватску и, убрзо, и до главног града Загреба (дели га стари и нови део града). После Загреба Сава постаје права низијска река, са спорим током, малим падом и много меандара (многи исправљени у скоријим временима). Протиче кроз веома ниску алувијалну раван, која је плавна и стога мочварна. Данас је овај део Посавине под заштитом, као Парк природе "Лоњско поље". Једино значајније градско насеље је Сисак.
Код Јасеновца река Сава добија значајну десну притоку, реку Уну и мења правац из југоисточног ка истоку, који мање-више задржава до ушћа у Дунав. Од Јасеновца река постаје и граница између Хрватске и Босне и Херцеговине (већим делом Републике Српске). У овом делу река постаје велика, захваљујући великим, десним притокама, са „босанске стране“ - Врбас, Босна и Дрина. Градови у овом делу су због постојеће вишевековне границе „двојни“: Градишка и Стара Градишка, Славонски Брод и Брод, Шамац и Славонски Шамац. Код Брчког река прави значајнију окуку ка југозападу.
15 km западно од ушћа Дрине река пролази тромеђу Хрватске, Босне и Херцеговине и Србије. Код Сремске Раче Сава прима воде Дрине, своје највеће и најзначајније притоке. Потом река протиче кроз Сремску Митровицу. После тога река прави поново значајну окуку ка југозападу, где се у темену окуке, на десној обали сместио град Шабац. После тога река тече источно, ка Обреновцу, после кога река скреће ка североистоку и Београду. У Београду, главном граду Србије, река Сава се улива у већи Дунав.
За речне бродове, Сава је пловна од Сиска до Београда.

## Притоке Саве
Леве притоке су:
- Словенија: Савиња, Сутла
- Хрватска: Сутла, Крапина, Лоња, Орљава, Мрсуња, Ријека Глоговица.
- Србија: Босут

Десне притоке су:
- Словенија: Крка
- Хрватска: Купа, Уна
- Босна и Херцеговина (Република Српска): Уна, Врбас, Укрина, Босна, Дрина
- Србија: Дрина, Колубара.

## Проток Саве
Средњи проток Саве на станицама Загреб, Сремска Митровица и Београд :
| Године  | Средњи проток (m³/s) | Средњи проток (m³/s) | Средњи проток (m³/s) | Средњи проток (m³/s) |
| Године  | Београд              | Сремска Митровица    | Загреб               | Шабац                |
| ------- | -------------------- | -------------------- | -------------------- | -------------------- |
| 1991    |                      |                      |                      | 1603                 |
| 1992    | 1537                 | 1474                 | 313                  |                      |
| 1993    | 1178                 | 1121                 | 251                  |                      |
| 1994    | 1595                 | 1531                 | 255                  |                      |
| 1995    | 1676                 | 1610                 | 281                  |                      |
| 1996    | 1958                 | 1888                 | 377                  |                      |
| 1997    | 1555                 | 1492                 | 264                  |                      |
| 1998    | 1534                 | 1471                 | 302                  |                      |
| 1999    | 1838                 | 1770                 | 297                  |                      |
| 2000    | 1360                 | 1300                 | 269                  |                      |
| 2001    | 1676                 | 1610                 | 266                  |                      |
| 2002    | 1543                 | 1480                 | 221                  |                      |
| 2003    | 1055                 | 1000                 | 146                  |                      |
| 2004    | 1828                 | 1760                 | 316                  |                      |
| 2005    | 1899                 | 1830                 | 271                  |                      |
| 2006    | 1757                 | 1690                 | 275                  |                      |
| 2007    | 1228                 | 1170                 | 234                  |                      |
| 2008    | 1340                 | 1280                 | 315                  |                      |
| 2009    | 1442                 | 1380                 | 314                  |                      |
| 2010    | 2418                 | 2338                 | 399                  |                      |
| 2011    | 961                  | 908                  | 183                  |                      |
| 2012    | 1157                 | 1096                 | 183                  |                      |
| 2013    | 1859                 | 1793                 | 382                  |                      |
| 2014    | 2316                 | 2245                 | 472                  |                      |
| 2015    | 1533                 | 1470                 | 249                  |                      |
| 2016    | 1615                 | 1550                 | 310                  |                      |
| 2017    | 1289                 | 1234                 | 289                  |                      |
| 2018    | 1665                 | 1595                 | 312                  |                      |
| 2019    | 1380                 | 1320                 | 314                  |                      |
| 2020    | 1065                 | 1010                 |                      |                      |
| 2021    | 1513                 | 1450                 |                      |                      |
| 2022    |                      | 1110                 |                      |                      |
|         |                      |                      |                      |                      |
| Просјек | 1559                 | 1483                 | 288                  |                      |

## Градови на Сави
Значајни градови (по државама) на току Саве су:
- Словенија: Крањ, Љубљана, Радече, Кршко и Брежице
- Хрватска: Загреб, Сисак, Славонски Брод и Жупања
- Босна и Херцеговина: Градишка, Брод, Шамац и Брчко
- Србија: Сремска Митровица, Шабац, Обреновац и Београд.

## Галерија
- Сава код Крања, Словенија
- Сава код Радеча, Словенија
- Сава у Кршком, Словенија
- Потопљено Лоњско поље, Хрватска
- Мост преко Саве у Брчком, БиХ-Хрватска
- Савско приобаље код Шапца, Србија
- Сава код Шапца.
- Некадашње савско острво - Ада Циганлија
- Сава у Београду
- Сава са Калемегдана

## Старе разгледнице
- Савско пристаниште 1925. године
- Београдско Савско пристаниште, седамдесете године 20. века